# كارترية صغرى
كارترية صغرى (الاسم العلمي: Carteria minima) هي نوع من النباتات تتبع جنس الكارترية من فصيلة المتلحفات.